# Dekalog, sześć
Dekalog, sześć (polonès: Decàleg, sis) és la sisena part de Dekalog, la sèrie de pel·lícules dramàtiques dirigida pel director polonès Krzysztof Kieślowski per a televisió, possiblement connectada amb l’imperatiu sisè dels Deu Manaments: "No cometràs adulteri."
Un jove ingenu, Tomek (Olaf Lubaszenko), espia una dona, Magda (Grażyna Szapołowska), i s'enamora d'ella. Una versió ampliada de 86 minuts d'aquesta pel·lícula s'anomena Krótki film o miłości.
Juntament amb Dekalog, pięć, la pel·lícula es va projectar a la secció de Cannes Classics al 69è Festival Internacional de Cinema de Canes.

## Argument
Tomek (Olaf Lubaszenko) és un orfe de dinou anys que viu amb la mare d'un amic i treballa a l'oficina de correus local. Ha estat observant una dona atractiva d'uns trenta anys, Magda (Grażyna Szapołowska), que viu en un pis davant seu, i s'ha enamorat d'ella. Li envia avisos falsos des de l'oficina de correus, convidant-la a recollir diners que no existeixen, només per parlar amb ella. Al vespre, l'espia a través d'un telescopi que ha robat i li fa trucades telefòniques en silenci. La Magda veu molts homes al seu apartament i en Tomek aconsegueix arruïnar una de les seves cites trucant al servei de gas per comprovar si hi ha una fuita inexistent.
Tomek vol conèixer la Magda, i al matí s'encarrega d'una feina addicional d’entrega de llet al seu bloc d'apartaments. La Magda va a l'oficina de correus a recollir una nova nota que li va enviar en Tomek i el responsable de l'oficina l'acusa d'intentar robar l'oficina presentant notes falses. Magda surt enfadada de correus; Tomek la segueix i confessa el seu espionatge. Ella inicialment no se'l creu, però quan diu que ahir a la nit estava plorant, s'enfada, perquè era cert.
Aquella nit, la Magda veu en Tomek mirant de nou i fa senyals que li hauria de trucar. Ell ho fa i ella li diu que vigili de prop. Ella rep el seu amant actual i, just quan estan a punt de començar a tenir relacions sexuals, s'atura i li explica el que està passant. S'enfada, va a l'edifici de Tomek i demana parlar amb ell; En Tomek surt i és colpejat pel xicot de la Magda.
L'endemà la Magda obre la porta mentre en Tomek està repartint llet; li declara el seu amor. Després de preguntar-li què vol d'ella, cosa que no pot respondre, accepta una cita per prendre un gelat. Després del gelat, es dedica a un petit joc: si arriben a l'autobús a casa abans que marxi, ell ha d'anar al seu apartament, si no, ha d'anar a casa. De tornada al seu apartament, li agafa les mans i les col·loca sobre el seu cos gairebé nu. Està molt emocionat i ejacula abans de poder tocar qualsevol altra cosa que no siguin les cuixes. Després d'això, diu que això és tot el que hi ha per estimar; si vol netejar "l'amor" hi ha tovalloles al bany. Tomek està destrossat i surt del seu lloc. Aleshores, la Magda se sent malament i posa un rètol a la seva finestra que diu "Ho sento, si us plau torna". No ho fa i intenta suïcidar-se tallant-se els canells. És traslladat a l'hospital. La Magda fa molt de temps que no el veu i es preocupa.
La Magda està ara obsessionada amb en Tomek i intenta fer-ho tot per veure'l i parlar amb ell i explicar-ho tot. Un temps després, en Tomek torna de l'hospital i torna a treballar a l'oficina de correus. La Magda ve a veure'l allà. Tomek diu suaument "Ja no t'espio més."

## Repartiment
- Grażyna Szapołowska - Magda
- Olaf Lubaszenko - Tomek
- Stefania Iwińska - Àvia
- Artur Barciś - jove
- Stanisław Gawlik - carter
- Piotr Machalica - Roman
- Rafal Imbro – home barbut
- Jan Piechociński – home ros
- Malgorzata Rozniatowska, M. Chojnacka, T. Gradowski, K. Koperski, J. Michalewska, E Zilkowska (en altres papers)